# Croton arirambae
Espèce
Croton arirambae est une espèce de plantes à fleurs du genre Croton et de la famille des Euphorbiaceae, présente au Brésil (Pará).